# Список замков Норт-Эршира
Ниже представлен список замков в округе Норт-Эршир, Шотландия.
| Название                                          | Тип                  | Дата постройки  | Состояние           | Изображение | Владение                           | Примечания |
| ------------------------------------------------- | -------------------- | --------------- | ------------------- | ----------- | ---------------------------------- | --- |
| Замок Эйлса-Крейг (англ. Ailsa Craig Castle)      | рыцарская башня      | конец XVI в.    | руины               |             | частная собственность              | Построен Гамильтонами для обороны от испанского короля Филиппа II. |
| Замок Ардроссан (англ. Ardrossan Castle)          | замок                | ок. 1140        | руины               |             |                                    | Оригинальный замок, построенный кланом Баркли, разрушен во время войны за независимость Шотландии. Восстановлен кланом Монтгомери в XV веке. Разрушен войсками Оливера Кромвеля.                                                      |
| Замок Охенхарви (англ. Auchenharvie Castle)       | рыцарская башня      | XVI в.          | руины               |             | частная собственность              | Построен кланом Каннингем. Использовался до XVII века, позднее заброшен. В аварийном состоянии. |
| Замок Хилл-оф-Бейт (англ. Hill of Beith Castle)   | рыцарская башня      | XVI в.          | фрагментарные руины |             | частная собственность              | Разобран в 1750-е годы. |
| Замок Бродстон (англ. Broadstone Castle)          | рыцарская башня      | XV в.           | не сохранился       |             | частная собственность              | Построен кланом Монтгомери. Разобран в 1850 году на строительный камень для возведения близлежащей фермы. |
| Замок Бродик (англ. Brodick Castle)               | замок                | 1510            | перестроен          |             | Национальный фонд Шотландии        | Ок. 1470 года подарен королём Яковом III Джеймсу Гамильтону, 1-му лорду Гамильтон. В 1650 году расширен. Родовой замок герцогов Гамильтон. В 1958 году выкуплен у леди Джин Ффорде (дочь 6-го герцога Монтроз).                       |
| Замок Клонбейт (англ. Clonbeith Castle)           | неизвестно           | ок. 1607        | руины               |             | частная собственность              | Построен кланом Каннингем. Использовался до XVIII века, позднее заброшен. Ныне на территории частной фермы. |
| Замок Клонкэрд (англ. Cloncaird Castle)           | замок                | ок. 1585        | перестроен          |             | частная собственность              | Перестроен в XIX веке. Прилегающие к замку земли составляют 57 га. Частная резиденция. |
| Замок Литтл-Камбрей (англ. Little Cumbrae Castle) | рыцарская башня      | XVI в.          | руины               |             | частная собственность              | Реставрировался в первой четверти XX века. |
| Замок Каннингемхед (англ. Cunninghamhead Castle)  | рыцарская башня      | неизвестно      | не сохранился       |             | частная собственность              | Разобран в 1747 году во время строительства близлежащего особняка. |
| Замок Эглинтон (англ. Eglinton Castle)            | особняк в виде замка | 1797—1802       | руины               |             | Совет Норт-Эршира                  | Оригинальный замок сожжён графом Гленкэрном в 1528 году. Построен 12-м графом Эглинтон; родовое гнездо графов Эглинтон. Заброшен в 1925 году и пришёл в упадок. Часть Эглинтонского загородного парка.                                |
| Замок Фэрли (англ. Fairlie Castle)                | рыцарская башня      | 1521            | руины               |             | частная собственность              | Построен сэром Робертом Фэрли. Ок. 1650 года продан Дэвиду Бойлу, 1-му графу Глазго, позже перепродан. |
| Замок Гиффен (англ. Giffen castle)                | рыцарская башня      | XV в.           | не сохранился       |             | частная собственность              | Построен кланом Монтгомери. В XVIII веке продан и разобран на камень для строительства мельницы. Гравюра 1835 года. |
| Замок Гленгарнок (англ. Glengarnock Castle)       | рыцарская башня      | XV в.           | руины               |             | частная собственность              | Построен кланом Каннингем. Заброшен к началу XVIII века. |
| Замок Хессилхед (англ. Hessilhead Castle)         | замок                | XV—XVII вв.     | фрагментарные руины |             | частная собственность              | Восточная крыло пристроено Фрэнсисом Монтгомери, купившим поместье в 1680 году. Заброшен ок. 1776 года и пришёл в упадок. |
| Замок Келберн (англ. Kelburn Castle)              | рыцарская башня      | конец XVI в.    | перестроен          |             | Граф Глазго                        | Построен Бойлами, будущими графами Глазго. Северо-западное крыло пристроено 1-м графом Глазго в 1722 году, северо-восточное крыло — 6-м графом Глазго в 1880 году. Частная резиденция, территория открыта для публики.                |
| Замок Керело (англ. Kerelaw Castle)               | замок                | ок. 1191        | руины               |             | Совет Норт-Эршира                  | Построен Стивеном Локхартом, позднее во владении Кэмпбеллам из Лаудона, а затем к Каннингемам из Килморса. В 1488 году сожжён 1-м графом Эглинтон. Восстановлен, в 1655 году продан деду Александра Гамильтона. Заброшен в 1787 году. |
| Замок Керсланд (англ. Kersland Castle)            | рыцарская башня      | конец XV в.     | руины               |             | частная собственность              | Построен кланом Керр. Заброшен в XVIII веке. |
| Замок Килбирни (англ. Kilbirnie Place)            | рыцарская башня      | ок. 1470        | руины               |             | частная собственность              | Построен Малкольмом Кроуфордом и его женой Марджори Баркли. В 1677 году приобретён Патриком Линдси. В 1833 году унаследован Джорджем Бойлом, 4-м графом Глазго.                                                                       |
| Замок Килдонан (англ. Kildonan Castle)            | неизвестно           | XIII в.         | руины               |             |                                    | Построен кланом Макдональд, лордами Островов. Охотничий домик шотландских королей (в том числе Роберта III). С 1544 года в собственности графов Арран.                                                                                |
| Замок Лоу (англ. Law Castle)                      | замок                | ок. 1467        | восстановлен        |             | частная собственность              | Подарок Марии Стюарт (сестра Якова III) на свадьбу с Томасом Бойдом, 1-м графом Арран. В 1980-е годы приобретён частным лицом, начата реставрация. Перепродан, реставрация завершена в 2005 году. Частная резиденция.                 |
| Замок Лохранза (англ. Lochranza Castle)           | замок                | XIII в.         | руины               |             | Агентство «Историческая Шотландия» | Построен кланом Маккуин. С 1371 года во владении короля Роберт II. В 1705 году замок перешёл в собственность клана Гамильтон. В XVIII веке пришёл в упадок.                                                                           |
| Замок Монк (англ. Monk Castle)                    | замок                | XVI в.          | руины               |             | частная собственность              | Построен Гамильтонами. Заброшен в XVIII веке. |
| Замок Монтфод (англ. Montfode Castle)             | рыцарская башня      | XVI в.          | руины               |             | частная собственность              | В XIX веке разобран на строительный камень для возведения близлежащей дамбы и построек. |
| Замок Монтгринан (англ. Montgreenan Castle)       | замок                | неизвестно      | фрагментарные руины |             | частная собственность              | Построен кланом Каннингем. Рядом расположено одноимённое поместье, построенное в 1817 году. Также известен как Епископский дворец. |
| Замок Портенкросс (англ. Portencross Castle)      | рыцарская башня      | середина XIV в. | восстановлен        |             |                                    | Изначально земли принадлежали клану Росс. После битвы при Бэннокбёрне (1314) подарены Робертом Брюсом сэру Роберту Бойду из Килмарнока. Восстановлен в 2010-х годах, ныне музей.                                                      |
| Башня Раффвуд (англ. Roughwood Tower)             | рыцарская башня      | XV в.           | не сохранилась      |             | частная собственность              | Заброшена в XVII веке, позднее разобрана. На месте башни стоят фермерские постройки. Рисунок 1823 года. |
| Замок Сигейт (англ. Seagate Castle)               | укреплённый особняк  | ок. 1565        | руины               |             | Агентство «Историческая Шотландия» | Изначальный каменный замок построен в 1360-е годы кланом Монтгомери. Перестроен и расширен Хью Монтгомери, 3-м графом Эглинтон ок. 1565 года.                                                                                         |
| Замок Шевалтон (англ. Shewalton Castle)           | рыцарская башня      | неизвестно      | не сохранился       |             | частная собственность              | Земли принадлежали графу Глазго. Разобран в 1806 году, на его месте построен особняк, который к 1958 году также был снесён. |
| Замок Скелморли (англ. Skelmorlie Castle)         | рыцарская башня      | 1502            | перестроен          |             | частная собственность              | Родовое гнездо клана Монтгомери. Расширен в 1636 году, вестибюль пристроен в 1762 году. Частная резиденция. |
| Стэнкасл (англ. Stanecastle)                      | рыцарская башня      | 1520            | руины               |             | Совет Норт-Эршира                  | Построен кланом Монтгомери из Гринфилда. В 1750 году Александр Монтгомери, 10-й граф Эглинтон превратил его в архитектурный каприз.                                                                                                   |